# Emoia aenea
Emoia aenea är en ödleart som beskrevs av  Brown och PARKER 1985. Emoia aenea ingår i släktet Emoia och familjen skinkar. Inga underarter finns listade i Catalogue of Life.